# Paul W. Kendall

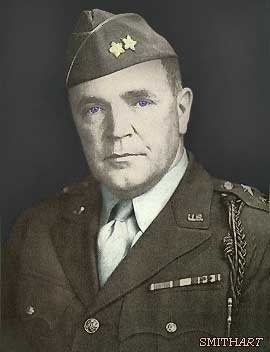
Paul W. Kendall (1944)

Paul Wilkins Kendall (* 17. Juli 1898 in Baldwin City, Douglas County, Kansas; † 3. Oktober 1983 in Palo Alto, Santa Clara County, Kalifornien) war ein Generalleutnant der United States Army. Er kommandierte unter anderem das I. Korps.
Paul Kendall wurde zwar in Kansas geboren wuchs aber in Sheridan in Wyoming auf. Im Jahr 1918 absolvierte er die United States Military Academy in West Point. Nach seiner Graduation wurde er als Leutnant der Infanterie zugeteilt. In der Armee durchlief er anschließend alle Offiziersränge vom Leutnant bis zum Drei-Sterne-General. Am Ersten Weltkrieg nahm er nicht teil.
Im Lauf seiner militärischen Karriere absolvierte Kendall verschiedene Kurse und Schulungen. Dazu gehörten unter anderem die Infantry School of Arms (1918–1919) und das Command and General Staff College (1936).
Nach Beendigung seiner Ausbildung an der Infantry School wurde er im Jahr 1919 zum 27. Infanterieregiment versetzt, mit dem er an der Amerikanischen Sibirienexpedition teilnahm. In den 1920er und 1930er Jahren absolvierte Kendall den für Offiziere der unteren und mittleren Rangstufen üblichen Dienst in verschiedenen Einheiten und Standorten. Im weiteren Verlauf seiner Laufbahn kommandierte er Einheiten auf fast allen militärischen Ebenen. Zwischenzeitlich wurde er auch als Stabsoffizier unter anderem beim Stabschef der Armee in Washington, D.C. eingesetzt.
Von Juli 1940 bis November 1941 diente Paul Kendall im Stab der 9th Corps Area. Nach dem amerikanischen Eintritt in den Zweiten Weltkrieg wurde er zunächst Stabschef für Operationen (G3) und dann bis zum 15. Februar 1943 Stabschef bei der 85. Infanteriedivision. Für drei Wochen war er anschließend Stabschef beim XV. Korps. Zwischen März 1943 und August 1944 war er Stabsoffizier (Assistant Commanding General) bei der 88. Infanteriedivision und danach bis zum 25. Juli 1945 Kommandeur dieser Division. Dabei war er mit seiner Einheit direkt am Kriegsgeschehen beteiligt. Er nahm an der Landung der Alliierten in Nordafrika und am Italienfeldzug teil. Zu den dortigen Gefechten gehörten unter anderem die Schlacht um Monte Cassino und der Angriff auf die deutsche Gotenstellung. Im weiteren Verlauf drang die Einheit bis nach Innsbruck vor.
Nach seiner Rückkehr in die Vereinigten Staaten übernahm Kendall am 24. August 1945 das Kommando über das Infantry Replacement Training Center in Camp Robert in Kalifornien. Dieses Amt hatte er bis zum April 1946 inne. Zwischen dem 14. Mai 1946 und dem 1. Mai 1948 kommandierte Kendall die 2. Infanteriedivision. Daran schloss sich eine Versetzung nach Österreich an. Dort wurde er Kommandeur der amerikanischen Besatzungszone und dann stellvertretender Kommandeur der in Österreich stationierten amerikanischen Streitkräfte. Nach einer kurzzeitigen Verwendung als Stabsoffizier erhielt Paul Kendall am 29. Juni 1952 das Kommando über das I. Korps, mit dem er im Koreakrieg eingesetzt war. Dieses Amt führte er bis zum 9. April 1953. Danach wurde er stellvertretender Kommandeur der amerikanischen Streitkräfte im Fernen Osten (United States Army Forces in the Far East). Das Hauptquartier des Kommandos befand sich in Manila auf den Philippinen. Dieses Amt bekleidete er in den Jahren 1953 und 1954. Anschließend kommandierte er bis August 1955 das Kommando Allied Forces Southern Europe. Danach ging er in den Ruhestand.
Paul Kendall verbrachte seinen Lebensabend in Palo Alto in Kalifornien, wo er am 3. Oktober 1983 verstarb. Der mit Ruth Child Pistole (1900–1985) verheiratete Offizier wurde auf dem Friedhof der Militärakademie West Point beigesetzt.

## Orden und Auszeichnungen
Paul Kendall erhielt im Lauf seiner militärischen Laufbahn unter anderem folgende Auszeichnungen:
- Distinguished Service Cross
- Army Distinguished Service Medal
- Silver Star
- Legion of Merit
- Bronze Star Medal